# مأمون نور الدين
مأمون نورالدين أبزاخ (1960 -) سياسي أردني ووزير سابق، شغل عدّة مناصب مهمّة في الأردن، تدّرج في حياته من السلك العسكري -الذي دخله بعد تخّرجه من جامعة مؤتة العسكرية (الفوج الثالث)- إلى ضابط في مديرية الأمن العام، ثمّ نقل إلى رئاسة الوزراء سكرتيراً خاصاً لرئيس الوزراء عام 1993، ومن هناك تدّرج أيضاً بالدرجات والمناصب الحكومية حتّى تمّ تكليفه بحمل حقيبة وزارة الشباب والرياضة عام 2001. وبعدها تمّ تكليفه من قبل الملك عبد الله الثاني بن الحسين بتشكيل المجلس الأعلى للشباب والذي استمر برئاسته حتى العام 2006.

## التحصيل العلمي
يحمل شهادة البكالوريوس في العلوم الإدارية والعلوم الشرطية والماجيستير في نظم معلومات إدارية والدكتوراه في فلسفة نظم المعلومات الادارية.

## المناصب التي شغلها
- 1983 ضابط في الأمن العام.[1]
- 1984 مساعد مدير المتابعة الجنائية
- 1985-1989 سكرتير خاص لمدير الأمن العام
- 1989-1993 مدير مكتب مدير الأمن العام
- 1993-1996 سكرتير خاص لدولة رئيس الوزراء
- 1996-1997 مدير مدينة الحسين للشباب
- 1997-2001 مستشار/ مدير عام مكتب رئيس الوزراء
- 2001 وزير الشباب والرياضة
- 2001-2003 رئيس اللجنة الاولمبية الأردنية
- 2003 النائب الأول لسمو الأمير فيصل بن الحسين / رئيس اللجنة الاولمبية الأردنية
- 2001-2006 رئيس المجلس الاعلى للشباب
- 2001-2006 نائب رئيس المكتب التنفيذي لمجلس وزراء الشباب والرياضة العرب
- 2001-2006 رئيس اللجنة الرياضية المعاونة لمجلس وزراء الشباب والرياضة العرب (جامعة الدول العربية)
- 2001-2006 نائب رئيس مجلس إدارة الصندوق العربي للانشطة الشبابية والرياضية (جامعة الدول العربية)
- 2007 رئيس لجنة مشروع تطوير الرياضة (اليانصيب الرياضي)